# Funiu Shan
Funiu Shan är en bergskedja i Kina. Den ligger i provinsen Henan, i den centrala delen av landet, omkring 170 kilometer sydväst om provinshuvudstaden Zhengzhou.
Genomsnittlig årsnederbörd är 872 millimeter. Den regnigaste månaden är juli, med i genomsnitt 151 mm nederbörd, och den torraste är december, med 5 mm nederbörd.